# Basilique de Panagia Limeniotissa
La basilique de Panagia Limeniotissa (grec moderne : Βασιλική της Παναγίας Λιμενιώτισσας) est une basilique en ruines située à Paphos, à Chypre. Elle a été construite au début du Ve siècle et est dédiée à « Notre-Dame du Port ».
La basilique de Panagia Limeniotissa est située non loin du port de Paphos et appartient au parc archéologique de Paphos.
L'édifice fait partie du parc archéologique de Paphos, inscrit au patrimoine mondial de l'UNESCO.

## Localisation

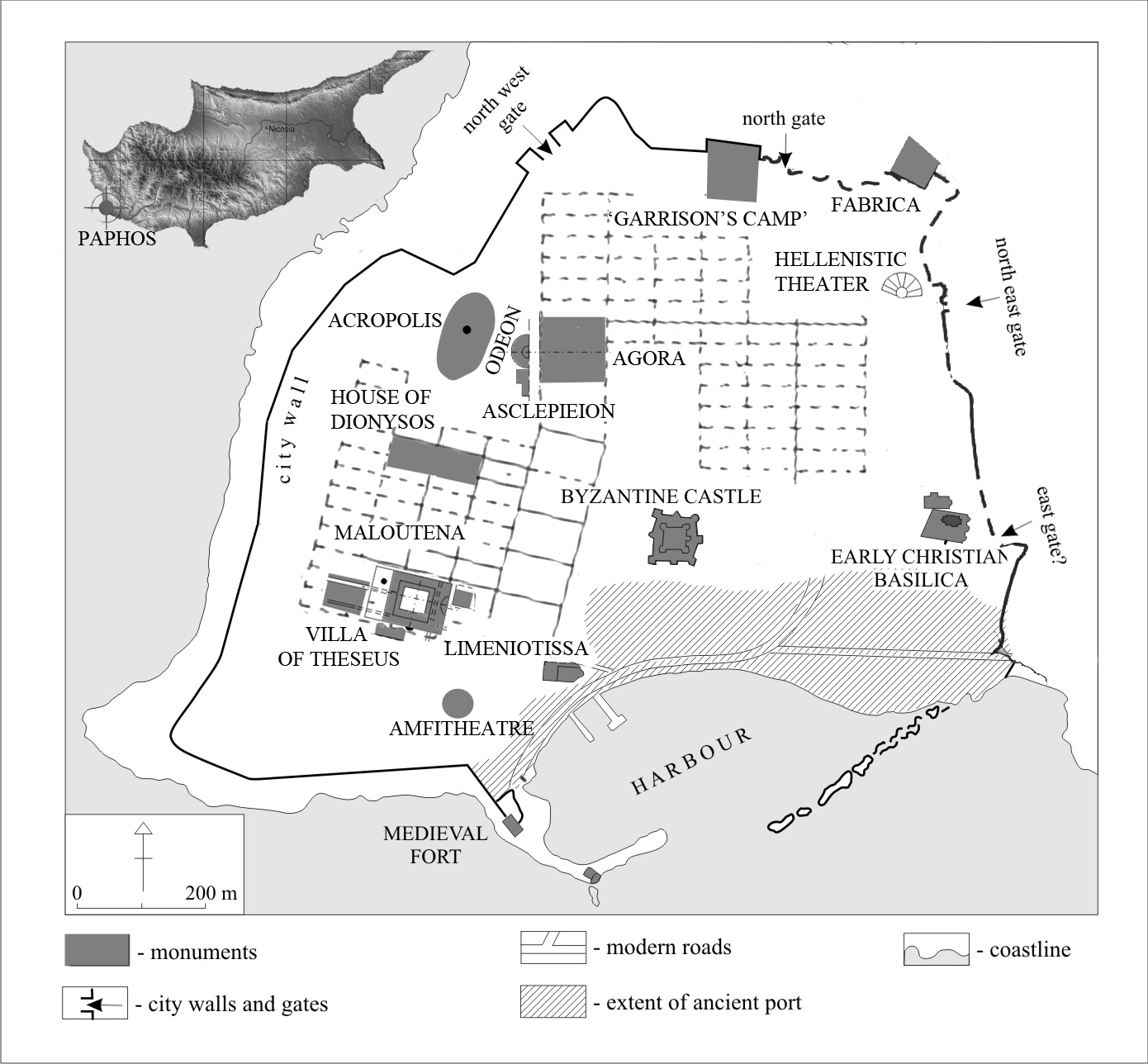
Plan du site archéologique de Paphos.

La basilique est située près du port.

## Histoire

### époque médiévale
La basilique a été construite à la fin du IVe siècle ou au début du Ve siècle, pendant la période paléochrétienne, lorsque Chypre faisait partie de l'empire byzantin.
En 653, elle fut presque détruite lors des raids arabes contre l'île. Les Arabes installent une garnison, utilisant la structure comme ateliers, écuries et logements pour l'armée. Ils construisent également une tour dans le narthex, qui a pu servir de tour de guet, de phare ou de minaret. Les archéologues ont dégagé une couche de destruction ainsi que des écritures arabes sur des colonnes qui permettent de dater la fin de l'édifice.
En 688, après l'évacuation de l'île, l'église fut restaurée sous la forme d'une basilique voûtée en berceau à trois nefs, à une échelle plus petite que la précédente. Une chambre voûtée servit alors d'ossuaire. Cet édifice ne comprenait pas de narthex et est similaire aux autres basiliques bâties pendant la période. Cet édifice ne peut pas être daté précisément. Les emplacements de l'ancienne basilique non réutilisés sont transformés alors en habitat et zone artisanale.
En 1159, la basilique est de nouveau détruite. Cette fois, selon saint Néophyte, un tremblement de terre détruisit non seulement la basilique de Panagia Limeniotissa mais aussi treize églises dans tout le district de Paphos.
Dans les années suivantes, une structure plus petite, une chapelle, fut construite sur les ruines de l'édifice, mais elle fut également détruite par un tremblement de terre en 1222.

### redécouverte
L'emplacement exact de la basilique reste inconnu parmi les autres ruines de Nea Paphos (« Nouveau Paphos ») jusqu'au XXe siècle. La Panagia Limeniotissa a été découverte en 1937 et officiellement fouillée en 1959. Des sondages avaient eu lieu en 1939 et 1959.
Elle a été fouillée en 1967 et 1968 par Papageorghiou.

## Description

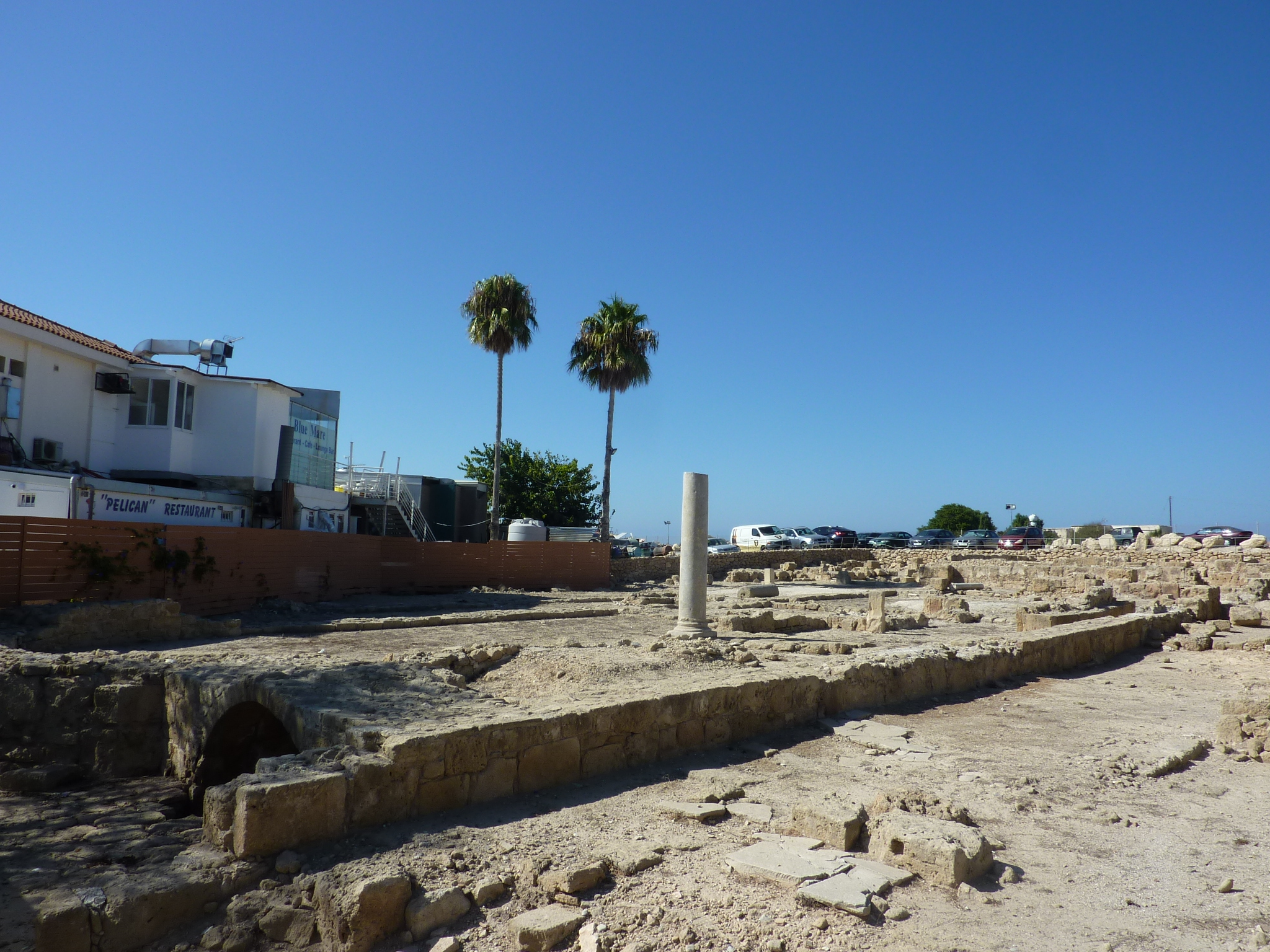
Vue des ruines.

La basilique comprenait à l'origine trois nefs avec deux rangées de colonnes de marbre, une abside semi-circulaire et un narthex. L'édifice comprenait aussi un exonarthex. L'abside comportait six pans.
Les sols et les murs étaient décorés de mosaïques colorées aux motifs géométriques. L'édifice, de 30 m sur 18 m, faisait environ 500 m2. Les mosaïques du premier édifice ont été détruites lors du creusement de tombes ou des pillages. La nef et le sanctuaire possédait un décor à base d'opus sectile.
Les archéologues ont retrouvé lors des fouilles des monnaies byzantines et franques, des céramiques diverses datées entre le IVe siècle et le VIIe siècle et des éléments architecturaux, plaques de chancel et chapiteaux.